# Курицын, Вячеслав Николаевич
Вячесла́в Никола́евич Ку́рицын (род. 10 апреля 1965, Новосибирск) — российский филолог и литературный критик, журналист, писатель, поэт. Академик Российской академии современной литературы.

## Биография
Вячеслав Курицын родился 10 апреля 1965 года в Новосибирске.
Закончил в 1989 году УрГУ (Екатеринбург). В 1995 году окончил аспирантуру в РГГУ.
Работал литературным обозревателем и журналистом во многих изданиях. В разные годы был главным редактором «журнала в журнале» «Текст» (авангардный проект журнала «Урал»), газет «КЛИП» (Екатеринбург), «Московская альтернатива» и «Неофициальная Москва», журнала «Активист» (СПб), сайта «Озон».
Создатель сайта «Современная русская литература с Вячеславом Курицыным». Президент гуманитарной конференции «Курицынские чтения» (совместно с Уральским Госуниверситетом, 1997, 1999, 2001 и 2003 гг). Куратор художественных выставок, в том числе крупнейшей выставки русского актуального искусства «Давай» (Берлин-Вена, 2001—2002), совместно с композиторами Сергеем Хисматовым, Алексеем Наджаровым, Мариной Полеухиной и Александром Хубеевым участник мультимедийного проекта, посвященного творчеству писательницы Лесасермой Похунахис (Осло-Брюгге, 2016—2017). Основатель и ведущий русского поэтического слэма (в Москве и Петербурге с 2001).
Автор спектаклей в «Театре.doc» (Москва, 2002) и екатеринбургском ТЮЗе (2003). Основатель и совладелец петербургского музыкально-литературного клуба «Платформа» (2004—2006). Составитель антологии петербургской поэзии (2005) и книжной серии «Неформат» (современная русская проза, 2004—2005). Вел телепередачу «Ночь на Пятом» (2008—2009).
В разные годы принимал участие в подготовке больших фестивалей искусств. Участвовал в пермской «культурной революции» (в 2012 году работал в Музее современного искусства PERMM). В разные годы состоял в Пен-центре, Медиасоюзе и в Академии современной российской словесности; эти организации покинул, но состоит в Союзе писателей. Лауреат премии Андрея Белого за заслуги перед русской литературой (2005).

## Книги
- 1991 — Срамная проза (рассказы, в соавторстве с А. Верниковым и В. Дубичевым). — Екатеринбург, 1991.
- 1992 — «Книга о постмодернизме». — Екатеринбург: — 128 с. — Тир. 300 экз.
- 1996 — «Любовь и зрение»: Повести. — М.: Соло: Аюрведа — 160 с.
- 1996 — «Стихи, прочитанные 23 ноября 1995 года в салоне „Классики XXI века“». — М.: АРГО-РИСК; Изд-во Елены Пахомовой — 28 с. — Тир. 200 экз. — ISBN 5-900506-26-6.
- 1997 — «Переписка, февраль 1996 — февраль 1997». — М.: Ad Marginem, 1998. — 126 с. — (Совместно с Алексеем Парщиковым). — ISBN 5-88059-040-2.
- 1998 — «Дневниковые записи времен верстки этой книги». — М..
- 1998 — «Журналистика 1993—1997». — СПб: Издательство Ивана Лимбаха. — 200 с.
- 2000 — «Русский литературный постмодернизм». — М.: ОГИ — 286 с. — ISBN 5-900241-14-9.
- 2001 — «Матадор на Луне». — М.: ОЛМА-ПРЕСС — 382 с. — (Экстремальный роман). — ISBN 5-7654-1696-9 (Нева). — ISBN 5-224-02868-X (ОЛМА-пресс).
- 2002 — «7 проз»: Рассказы, повести. — СПб.: Амфора — 397 с. — ISBN 5-94278-302-0.
- 2003 — «Месяц Аркашон». — М.: Амфора — 304 с. — (Под псевдонимом Андрей Тургенев). — ISBN 5-94278-438-8.
- 2004 — «Акварель для Матадора». — М.: Аст — 272 с. — ISBN 5-224-01713-0[2].
- 2005 — «Курицын-Weekly». — М.: EMERGENCY EXIT — 736 с. — ISBN 5-17-030520-6.
- 2005 — «Акварель для Матадора». — М.: Аст; Астрель-СПб — 272 с. — ISBN 5-224-01713-0.
- 2007 — «Спать и верить. Блокадный роман». — М.: Эксмо — 384 с. — (Под псевдонимом Андрей Тургенев). — ISBN 978-5-699-23557-5.
- 2008 — «Чтобы Бог тебя разорвал изнутри на куски!» — М.: Эксмо — 352 с. — (Под псевдонимом Андрей Тургенев). — ISBN 978-5-699-29358-2.
- 2009 — «Книги Борхеса». — М.: АСТ; Зебра Е — 224 с. — ISBN 978-5-17-056346-3.
- 2009 — «MTV: покорми меня». — М.: АСТ; Зебра Е — 320 с. — ISBN 978-5-17-056345-6.
- 2013 — «Набоков без Лолиты: Путеводитель с картами, картинками и заданиями». — М.: Новое издательство — 452 с. — ISBN 978-5-98379-177-0.
- 2015 — «Опус для Димы, другого Димы, Кати, Миши и Юли». — М.: Коровакниги — 40 с. — Тир. 150 экз. — ISBN 978-5-902945-18-5.